# Tauriac (Lot)
Tauriac è un comune francese di 384 abitanti situato nel dipartimento del Lot nella regione dell'Occitania.

## Società

### Evoluzione demografica
Abitanti censiti